# Mac Cairthinn mac Coelboth
Mac Cairthinn mac Coelboth degli Uí Enechglaiss (... – 446) è stato un re del Leinster.
È uno dei primi sovrani del Leinster storicamente verificabili. E sebbene le liste reali non lo menzionino, della sua morte nel 446 nella battaglia di Mag Femen nel regno di Brega parlano degli Annali di Innisfallen. Questa notizia viene confermata da un'iscrizione in Ogham su una pietra che si trova nei pressi di Slane, nella contea di Louth, che recita: [la pietra] di Mac Cairthinn nipote [o forse discendente] di Enechglass. Ciò lo collocherebbe al tempo di Niall dei Nove Ostaggi. Secondo Dáibhí Ó Cróinín ci fu guerra tra i Laigin e gli emergenti Uí Néill nel nord di Brega e nelle contea di Meath e di Westmeath. Tutti questi territori sarebbero poi stati persi dagli Uí Néill nel secolo seguente. Gli annali irlandesi, parlando della battaglia di Mag Femen, afferma che, secondo alcuni, Mac Cairthinn, apparteneva ai Cruithni. Tale affermazione sembra basata sul falso assunto secondo cui suo padre era l'antenato eponimo dei Dál nAraidi di Uí Chóelbad. Altre fonti tarde e poco credibili sembrerebbero collegare Mac Cairthinn con gli Uí Néill, facendo di suo padre Cóelbad un figlio di Niall.